# 아빠 아빠 우리 아빠
"아빠 아빠 우리 아빠"는 1968년에 개봉한 대한민국의 영화이다.

## 캐스팅
- 김승호
- 황정순
- 태현실
- 박병호
- 최성호
- 조항
- 이수련
- 임성빈
- 허명자
- 김웅
- 장훈
- 강민호
- 김영인
- 안태섭
- 김기범
- 김월성
- 임성포
- 김종성
- 라정옥
- 윤신옥
- 정진욱
- 김신명
- 이정애